# Casa Baratheon

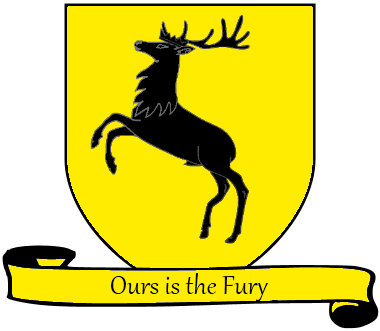
Nuestra es la furiaInterpretación libre

La Casa Baratheon /bəˈræθɪɒn/ es una familia nobiliaria ficticia que forma parte de la saga de literatura fantástica Canción de hielo y fuego, creada por el escritor estadounidense George R. R. Martin. Varios personajes principales de la saga son miembros de esta familia. 
Su escudo es un ciervo rampante de sable (coronado en los tiempos en los que la casa ocupa o reivindica el trono de Poniente) en campo de oro, y su lema «Nuestra es la furia».

## Historia
Los orígenes de la Casa Baratheon se remontan a la conquista de Poniente por Aegon el Conquistador, 300 años antes de los sucesos que se narran en la saga Canción de hielo y fuego.
Orys Baratheon, que era la Mano del Rey de Aegon (y se rumoreaba que su medio-hermano), derrotó y mató al último Rey Tormenta, Argilac el Arrogante. Como recompensa, Aegon le nombró Señor de Bastión de Tormentas y de las Tierras de Tormentas; Orys adoptó el blasón y lema de la antigua Casa Durrandon y se casó con Argella, la hija del difunto Argilac.
Los Baratheon fueron un importante sustento para la Casa Targaryen; los Baratheon auparon al trono al rey Jaehaerys I el Conciliador; en la Danza de los Dragones apoyaron al bando de los Verdes; en la Rebelión Fuegoscuro apoyaron a la rama legitimista de los Targaryen y en la Guerra de los Reyes Nuevepeniques, Ormund Baratheon era la Mano del Rey de Jaehaerys II y murió en la batalla. El único conato de rebelión se produjo durante el reinado de Aegon V el Improbable, cuando Lyonel Baratheon se autoproclamó Rey Tormenta, después de ser desairado por el Trono de Hierro pero rápidamente sofocado.
La historia de la Casa Baratheon cambió drásticamente en el reinado de Aerys II Targaryen. Robert Baratheon, señor de Bastión de Tormentas, se rebeló contra el Trono de Hierro con el apoyo de las Casas Stark, Arryn y Tully. Aprovechando su consanguinidad con los Targaryen, se declaró aspirante al Trono de Hierro, el cual consiguió tras derrotar a Rhaegar Targaryen en la Batalla del Tridente, que Desembarco del Rey cayera en manos de Tywin Lannister y que Aerys fuera asesinado. Robert fue proclamado como Rey de los Siete Reinos y se inició el gobierno de la dinastía Baratheon.

### EnCanción de hielo y fuego
Al inicio de la saga, Robert es el Rey de los Siete Reinos, pero su conducta derrochadora e indolente causa que el reino esté endeudado. Eddard Stark, viejo amigo de Robert y nueva Mano del Rey, trata de arreglar la situación, pero su complicada relación con el rey no ayudará. Lord Stark descubrirá que los hijos de Robert con Cersei Lannister son bastardos ilegítimos, lo que causará que sea arrestado y ejecutado; Robert fallece poco antes que eso suceda, siendo reemplazado por su hijo ilegítimo, Joffrey Baratheon. Estalla entonces la Guerra de los Cinco Reyes.
Para la obra Choque de reyes, la Casa Baratheon tiene entonces tres pretendientes al Trono de Hierro: Joffrey desde Desembarco del Rey con el apoyo de la Casa Lannister, Stannis desde Rocadragón con algunas pocas casas de alrededor de la isla, y Renly desde Altojardín con el apoyo de la Casa Tyrell y los señores de las Tierras de Tormentas.
Cuando parecía que Stannis y Renly se enfrentarían, el misterioso asesinato de Renly causa que Stannis obtenga el apoyo de las Casas tormenteñas. Stannis ataca Desembarco del Rey, pero cuando está a punto de tomar la ciudad, la llegada de un ejército Lannister-Tyrell derrota a sus hombres y le obliga a huir.
En Tormenta de espadas parece que la guerra se decanta por Joffrey sin embargo, este será asesinado en su banquete nupcial; su hermano Tommen Baratheon se sienta entonces en el Trono de Hierro. El asesinato de Tywin Lannister hace que ahora sea Cersei quien ocupe la Regencia, hasta su caída en desgracia a manos de la Fe en Festín de cuervos. Mientras tanto, Stannis se dirige al Norte, donde pretende, a un tiempo, proteger el Muro de la invasión de los salvajes y conseguir el apoyo de las casas norteñas en su aspiración al trono.

## Miembros recientes

### Myrcella Baratheon
La princesa Myrcella Baratheon es la única hija del rey Robert Baratheon y de la reina Cersei Lannister, siendo el segundo vástago que tuvieron junto a Joffrey y Tommen. Al igual que sus hermanos, el padre biológico de Myrcella es el hermano de su madre, Jaime Lannister. Está comprometida con el príncipe Trystane Martell de Dorne y es pupila del príncipe Doran Martell. Myrcella es descrita como una joven que ha heredado toda la belleza de su madre pero sin su carácter, y es considerada una muchacha inteligente, muy cortés y voluntariosa para su edad.
Myrcella nació y creció en Desembarco del Rey siendo la primera hija del rey Robert y de la reina Cersei. Viaja junto a toda su familia a Invernalia cuando su padre iba a nombrar a Eddard Stark como Mano del Rey y se ve que Myrcella se siente atraída por Robb Stark.
Su tío Tyrion Lannister es nombrado Mano del Rey en funciones y para firmar la paz con la Casa Martell de Dorne, decide prometer a Myrcella con el príncipe Trystane Martell, hijo del príncipe gobernante Doran Martell. Myrcella es enviada a Dorne junto a su espada juramentada, Ser Arys Oakheart de la Guardia Real. Durante su marcha se produjo la llamada Revuelta de Desembarco del Rey donde la población atacó a la familia real y a sus guardias, llegando a matar incluso al Septón Supremo.
Myrcella se adapta muy bien a las costumbres, el clima y a su nueva familia en Dorne, congeniando muy bien con su prometido Trystane. La princesa Arianne Martell trama entonces una conspiración para coronar a Myrcella como Reina de los Siete Reinos tras la muerte de Joffrey, argumentando que en Dorne no importa el sexo para heredar el trono, de modo que Myrcella sería la legítima heredera al ser mayor que Tommen. Myrcella, acompañada de la princesa Arianne y varios amigos de esta parte desde Lanza del Sol hasta Sotoinferno, pero la conspiración es descubierta por el príncipe Doran y es frustrada, durante la cual Ser Gerold Dayne intenta matar a Myrcella para forzar a Doran a ir a la guerra, sobreviviendo la pequeña princesa pero quedando con una cicatriz en la mejilla derecha que le arrancó la oreja.
Balon Swann, otro miembro de la Guardia Real, es enviado como nueva espada juramentada de Myrcella, al cual se le dice que la princesa fue atacada por Ser Gerold Dayne y que también causó la muerte de Ser Arys. Myrcella confirma estos hechos persuadida por Arianne. Después le pide a Ser Balon que traiga a Dayne ante la justicia, a lo que acepta.
En la serie de TV, Myrcella muere en el último episodio de la quinta temporada envenenada por Ellaria Arena.

### Shireen Baratheon
La princesa Shireen Baratheon es la única hija del rey Stannis Baratheon y Selyse Florent. Shireen es descrita como una niña tímida, de actitud dulce pero de mirada triste. Padece una enfermedad que en la obra es calificada como psoriagrís, la cual hace que la piel adquiera un aspecto escamoso y pétreo.
La princesa Shireen reside en Rocadragón junto a su madre desde que era una niña. Su enfermedad hizo que se aislara socialmente y únicamente se la ve acompañada de su bufón. Cuando Edric Tormenta llega a Rocadragón traba amistad con Shireen, insinuando que ella está enamorada del chico. Mantiene una actitud distante hacia Melisandre de la que desconfía, aunque esta trate de ganarse su confianza.
Cuando Stannis parte rumbo al Muro, Shireen marcha junto a él y se hospeda en Guardiaoriente del Mar junto a su madre.
En la adaptación televisiva de HBO, Game of Thrones, Shireen es quemada en la hoguera a manos de Melisandre con el consentimiento de Stannis, debido a que Melisandre afirmó que era un sacrificio necesario si quería vencer en la guerra.

### Bastardos de Robert

#### Gendry
Gendry es el hijo bastardo del rey Robert Baratheon con una tabernera. El joven Gendry nunca llegó a saber la identidad de su padre y su madre falleció cuando tan solo era un niño pequeño. Criado como aprendiz de herrero, su tutela fue costeada por un señor desconocido.

##### Canción de hielo y fuego
Gendry aparece por primera vez en el volumen de Juego de tronos cuando Lord Eddard Stark comienza a investigar sobre la muerte de Jon Arryn. Lord Eddard conoce a Gendry en la herrería de Tobho Mott, donde opera como aprendiz, llegando a la conclusión de que Gendry es hijo de Robert. Tras la ejecución de Lord Stark, Varys hace los arreglos necesarios para que Gendry viaje con Yoren, un reclutador de la Guardia de la Noche, y así ponerle a salvo de la reina Cersei Lannister, la cual está deshaciéndose de los bastardos de Robert. La travesía se dificulta cuando se topan con tropas de los Lannister al mando de Amory Lorch, siendo Gendry de los pocos que sobreviven de la partida, siendo atrapados después por los hombres de Ser Gregor Clegane y llevados al bastión de Harrenhal.
Gendry, junto a Arya y Pastel Caliente, consiguen escapar de Harrenhal y se dirigen hacia Aguasdulces, pero por el camino son atrapados por la Hermandad sin Estandartes. Gendry queda impresionado por los ideales de la Hermandad y decide unirse a ellos, siendo ungido como «ser» por Beric Dondarrion, su líder.
En la obra de Festín de cuervos, Brienne de Tarth se halla en búsqueda de Sansa Stark y se topa con Gendry, teniendo que ayudarla a deshacerse de un grupo de bandidos.

##### Adaptación televisiva
Los orígenes de Gendry son idénticos a los de la saga escrita, siendo descubierto por Lord Eddard Stark (Sean Bean) e identificado por éste como un hijo bastardo del rey Robert. Poco después, Gendry es vendido por el maestro armero a Yoren (Francis Magee), un reclutador de la Guardia de la Noche. Allí conoce a Arya Stark (Maisie Williams), a quien salva de unos matones, trabando amistad también con Pastel Caliente (Ben Hawkey).
En la segunda temporada, la partida es atacada por soldados Lannister de Ser Amory Lorch y llevada a Harrenhal, donde son torturados por Ser Gregor Clegane. Cuando Gendry iba a ser el siguiente en ser torturado, es salvado por la llegada de Tywin Lannister (Charles Dance), el cual pone a los prisioneros a trabajar. Gracias a la ayuda de Jaqen H'ghar (Tom Wlaschiha) consiguen escapar de la fortaleza antes de que los Lannister eliminen a todos los prisioneros restantes. La tercera temporada se inicia con Gendry, Arya y Pastel Caliente rumbo a Aguasdulces, siendo capturados de camino por la Hermandad sin Estandartes. Gendry empieza a trabajar como herrero para la Hermandad y decide permanecer con ella, para disgusto de Arya que pretendía que la acompañara de vuelta con su familia; es entonces cuando Gendry se sorprende al descubrir que la Hermandad le ha vendido a Melisandre (Carice van Houten), la sacerdotisa de Stannis Baratheon (Stephen Dillane).
Gendry es llevado a Rocadragón, reconociendo Stannis que es hijo de Robert. Stannis planea eliminarlo para que Melisandre emplee su magia de sangre, sin embargo, Davos Seaworth (Liam Cunningham) está dispuesto a impedirlo y consigue trasladarlo a un lugar alejado de las garras de Melisandre y de los Lannister. Aun así, a Melisandre le da tiempo a emplear su sangre para un ritual con el que eliminar a Robb Stark, Joffrey Baratheon y Balon Greyjoy.
Gendry no reaparece hasta la séptima temporada, cuando Davos lo localiza en una herrería de Desembarco del Rey y Gendry acepta marcharse con él harto de trabajar para los Lannister. Davos lo lleva hasta Rocadragón, donde Gendry se presenta como el hijo de Robert Baratheon ante Jon Nieve (Kit Harington) y lo acompaña en su expedición hacia el Muro, reencontrándose con la Hermandad sin Estandartes. Junto a Jon Nieve, acude a confrontar a los Caminantes Blancos, pero tras un ataque, acude a Guardiaoriente del Mar para avisar a Davos Seaworth de la inminente ofensiva de los Caminantes.
En la octava temporada, acude a Invernalia junto al ejército de Jon Nieve y de Daenerys Targaryen (Emilia Clarke), allí, se dedica a forjar vidriagón para la lucha contra los Caminantes Blancos, incluyendo una daga para Arya. La noche antes de la batalla, Gendry y Arya se acuestan juntos. Gendry logra sobrevivir a la Batalla de Invernalia, y, tras el enfrentamiento, Daenerys decide legitimar a Gendry, adoptando el nombre de «Gendry Baratheon», lo que, tras la muerte de Stannis y de su hija Shireen, le convierte en el único superviviente conocido de la Casa Baratheon, también le concede el señorío sobre Bastión de Tormentas. A su vez, Gendry le propone matrimonio a Arya, pero esta lo rechaza, afirmando no estar hecha para esa vida.
En el último episodio, Gendry está presente en el Gran Consejo para decidir al nuevo Rey de los Siete Reinos, conformado por los grandes señores de Poniente. Cuando Tyrion Lannister (Peter Dinklage) propone el nombre de Bran Stark para ser el nuevo monarca, Gendry consiente en su reconocimiento.

#### Otros
- Mya Piedra: Mya fue la hija bastarda de Robert y una criada del Nido de Águilas, durante el tiempo que Robert permaneció como pupilo de Jon Arryn. Mya es descrita como una muchacha de casi 20 años, alta, espigada, de pelo negro corto y ojos azules. Mya trabaja como guía subiendo y bajando a los visitantes que acuden al Nido de Águilas. Mya tiene una personalidad aguerrida y afable.

- Campy: Campy fue la hija bastarda del rey Robert con una prostituta de un burdel en Septo de Piedra. Su madre afirma que el rey Robert es su padre, debido a que ella era la prostituta favorita de Robert cuando él estuvo refugiado en Septo de Piedra antes de la Batalla de las Campanas. Campy tiene el cabello negro rizado y conoce a otro hijo bastardo de Robert, Gendry, aunque ninguno de los dos sabe de la verdadera identidad de su padre.

- Edric Tormenta: Edric fue el hijo bastardo del rey Robert con Delena Florent. Posiblemente debido a que lo engendró en la noche de bodas de su hermano Stannis y que era hijo de una noble, Robert decidió reconocerlo. Edric es descrito como la viva imagen de su padre de joven pero con las orejas típicas de la Casa Florent. Edric se crio en Bastión de Tormentas bajo los cuidados de Ser Cortnay Penrose, e incluso el rey solía enviarle regalos y cartas. Tras la muerte de Robert y el estallido de la Guerra de los Cinco Reyes, Edric es capturado por Stannis cuando este toma Bastión de Tormentas y lo envía a Rocadragón. Edric demuestra tener un carácter similar al de su padre y se gana el afecto de los residentes en el bastión, sobre todo de la princesa Shireen. Pero Davos Seaworth comienza a sospechar que Melisandre tal vez planee sacrificarlo en honor a R'hllor y decide enviarlo a la ciudad de Lys con una escolta.

- Barra: Barra fue una hija bastarda que tuvo el rey Robert con una prostituta de un burdel de Desembarco del Rey. Eddard Stark la descubre cuando empieza a investigar sobre los bastardos del rey Robert. La prostituta le pide que le hable de ella al rey y que vea lo hermosa que es, Eddard accede. Tras la muerte de Robert y el ascenso de Joffrey Baratheon, la reina Cersei elimina a todos los hijos bastardos de Robert para evitar que supongan un peligro al reinado de su hijo, de modo que Barra es asesinada por un Capa Dorada enviado por Janos Slynt.

## Miembros históricos

### Casa Durrandon
- Durran Pesardedioses: Primer Rey Tormenta y fundador de la Casa Durrandon. Según la leyenda tomó como esposa a la hija del dios del mar y la diosa del viento. La ira del dios derribó todos sus castillos, sin embargo, Bastión de Tormentas resistió.

- Durran II el Devoto: Hijo de Durran Pesardedioses, su devoción a los Hijos del Bosque le llevó a devolverles la región de La Selva.

- Durran III: Rey Tormenta, dirigió dos invasiones fracasadas sobre Dorne, siendo derrotado por la reina Nymeria de los Rhoynar.

- Durran X: Rey Tormenta que extendió sus dominios hasta la Bahía del Aguasnegras.

- Monfryd I el Poderoso: Hijo y sucesor de Durran X, sometió a los reyes de las Casas Darklyn y Mooton, apoderándose de Valle Oscuro y Poza de la Doncella.

- Durran XI el Lerdo: Hijo de Monfryd I, perdió todos los territorios ganados por su padre y su abuelo.

- Barron I el Hermoso: Sucedió a su padre Durran XI, continuando la pérdida de territorios que inició su progenitor.

- Durwald I el Gordo: Rey Tormenta, tuvo que sofocar rebeliones de las Casas Massey y Tarth, entre otras, y perdió el control de La Selva. Fue un rey extremadamente impopular.

- Morden II: Sometido por su medio-hermano, Ronard Tormenta, Ronard usurpó la Corona y Morden fue confinado en prisión mientras su esposa se convertía en amante del propio Ronard.

- Ronard Tormenta el Malnacido: Usurpó el trono a su medio-hermano Morden II, gobernando durante 30 años. Según las historias tuvo decenas de mujeres y casi 100 hijos, la mayoría bastardos.

- Erich VII el Desprevenido: Rey Tormenta que tuvo que hacer frente a las primeras invasiones Ándalas.

- Qarlton II el Conquistador: Rey Tormenta que derrotó a los Ándalos y sometió a la Casa Massey, hasta que fue derrotado por la Casa Bar Emmon.

- Qarlton III: Hijo y sucesor de Qarlton II, al igual que su padre hizo frente a las invasiones Ándalas.

- Monfryd V: Hijo y sucesor de Qarlton III, derrotó a un ejército Ándalo en la Batalla de Puertabronce, donde falleció.

- Baldric I el Astuto: Rey Tormenta que se hizo famoso por manipular a los caudillos Ándalos a su antojo.

- Durran XXI: Rey Tormenta que se alió con los Hijos del Bosque restantes, derrotando a los Ándalos en sucesivas batallas.

- Cleoden I: Rey Tormenta que se alió con Dorne para hacer frente a los Ándalos, derrotando a Drox, un poderoso señor de la guerra Ándalo.

- Maldon IV: Rey Tormenta que tomó como esposa a una mujer Ándala.

- Durran XXIV el Mestizo: Hijo de Maldon IV y una mujer Ándala, fue el primer Rey Tormenta de linaje Ándalo. Continuando la política de su padre, inició alianzas matrimoniales con los Ándalos.

- Ormund III: Primer Rey Tormenta que abandonó la fe en los Antiguos Dioses para adoptar la Fe de los Siete.

- Arlan I el Vengador: Rey Tormenta que gobernó durante la Edad de los Cien Reinos, extendió sus dominios hasta la Bahía del Aguasnegras y el nacimiento del río Mander.

- Arlan III: Rey Tormenta que conquistó las Tierras de los Ríos tras derrotar a los Reyes del Río en la Batalla de los Seis Reyes, llevando sus dominios hasta el Mar del Ocaso.

- Arrec: Fue el último Rey Tormenta que gobernó las Tierras de los Ríos. Tras 300 años de dominio Durrandon sobre las Tierras de los Ríos, fue derrotado por los Hombres del Hierro en la Batalla de Buenabasto.

- Arlan V: Hijo y sucesor de Arrec, dirigió una fracasada inversión de las Tierras de los Ríos, muriendo en el intento.

- Argilac el Arrogante: Último Rey Tormenta, Argilac entró en guerra con Aegon el Conquistador. Orys Baratheon, Mano del Rey de Aegon, derrotó a Argilac en la Última Tormenta, muriendo a manos del propio Orys.

- Argella: Hija de Argilac, se autoproclamó Reina Tormenta tras la muerte de su padre. Fue traicionada por sus propios hombres y entregada desnuda y encadenada a Orys Baratheon. Este se casaría con ella y fundaría la Casa Baratheon.

### Casa Baratheon
- Orys: rumoreándose que era hermano bastardo de Aegon el Conquistador, Orys fundó la Casa Baratheon cuando derrotó a Argilac el Arrogante, el último Rey Tormenta.

- Davos: hijo de Orys Baratheon, asistió a la muerte de su padre en el camino de vuelta a Bastión de Tormentas.

- Raymont Rompetormentas: Miembro de la Guardia Real durante el reinado de Aenys I Targaryen, salvó la vida del rey de un intento de asesinato de los Clérigos Humildes.

- Rogar: señor de Bastión de Tormentas durante el reinado de Maegor el Cruel y Jaehaerys I Targaryen, fue el primero en apoyar a este en su reclamación por el Trono de Hierro. Rogar fue nombrado Lord Protector y Mano del Rey.

- Borys: hermano de Lord Rogar, tras verse relegado como heredero de Bastión de Tormentas, se convirtió en mercenario y falleció en Dorne a manos del rey Jaehaerys I cuando trataba de saquear sus antiguas tierras.

- Jocelyn: hija de Lord Robar Baratheon, se casó con un hijo de Aemon Targaryen, con quien tuvo a la princesa Rhaenys.

- Boremund: señor de Bastión de Tormentas durante el reinado de Viserys I Targaryen, fue un firme partidario de la princesa Rhaenys, la cual fue rechazada como sucesora.

- Borros: señor de Bastión de Tormentas durante la Danza de los Dragones, apoyó a los «Verdes». Acudió con un ejército a combatir a las Tierras de los Ríos, donde fue derrotado y falleció.

- Cassandra: hija de Lord Borros, fue prometida al rey Aegon II, sin embargo, no se consumó debido a la repentina muerte del rey.

- Maris: hija de Lord Borros, fue su segunda hija. Se convirtió en miembro de las Hermanas Silenciosas de la Fe.

- Floris: cuarta hija de Lord Borros, contrajo matrimonio con Lord Thaddeus Rowan, falleciendo dando a luz.

- Olyver: hijo póstumo de Lord Borros, fue el señor de Bastión de Tormentas durante el reinado de Aegon III, si bien su madre ejerció la Regencia durante su minoría de edad.

- Lyonel Tormentalegre: señor de Bastión de Tormentas durante el reinado de Aegon V Targaryen. Se autoproclamó Rey Tormenta cuando fue desairado por el Trono de Hierro, aunque finalmente se retractó.

- Ormund: señor de Bastión de Tormentas durante el reinado de Jaehaerys II Targaryen, ejerció de Mano del Rey de este, falleciendo durante la Guerra de los Reyes Nuevepeniques.

- Steffon: señor de Bastión de Tormentas durante el reinado de  Jaehaerys II Targaryen y Aerys II Targaryen, falleció en un naufragio cuando regresaba de las Ciudades Libres.
- Robert: señor de Bastión de Tormentas durante el reinado de Aerys II Targaryen, hasta la Rebelión de Robert, llamada la Guerra del Usurpador.